# 中民築友科技
東南國際集團有限公司，簡稱東南國際集團（英語：SOUTH EAST GROUP LIMITED，港交所：0726），在1998年5月20日，由佳利國際有限公司更名而來，也就是當時為印尼財團旗下。
業務在中國內地和香港經營房地產和投資企業，主席為胡小聰。而陳元壽也是在2002年當時由主席，直至2007年調任非執行董事。總部位於香港中環皇后大道中30號娛樂行12樓。

## 連結
- ilinkfin.net/south_east_group